# Traça-da-lã

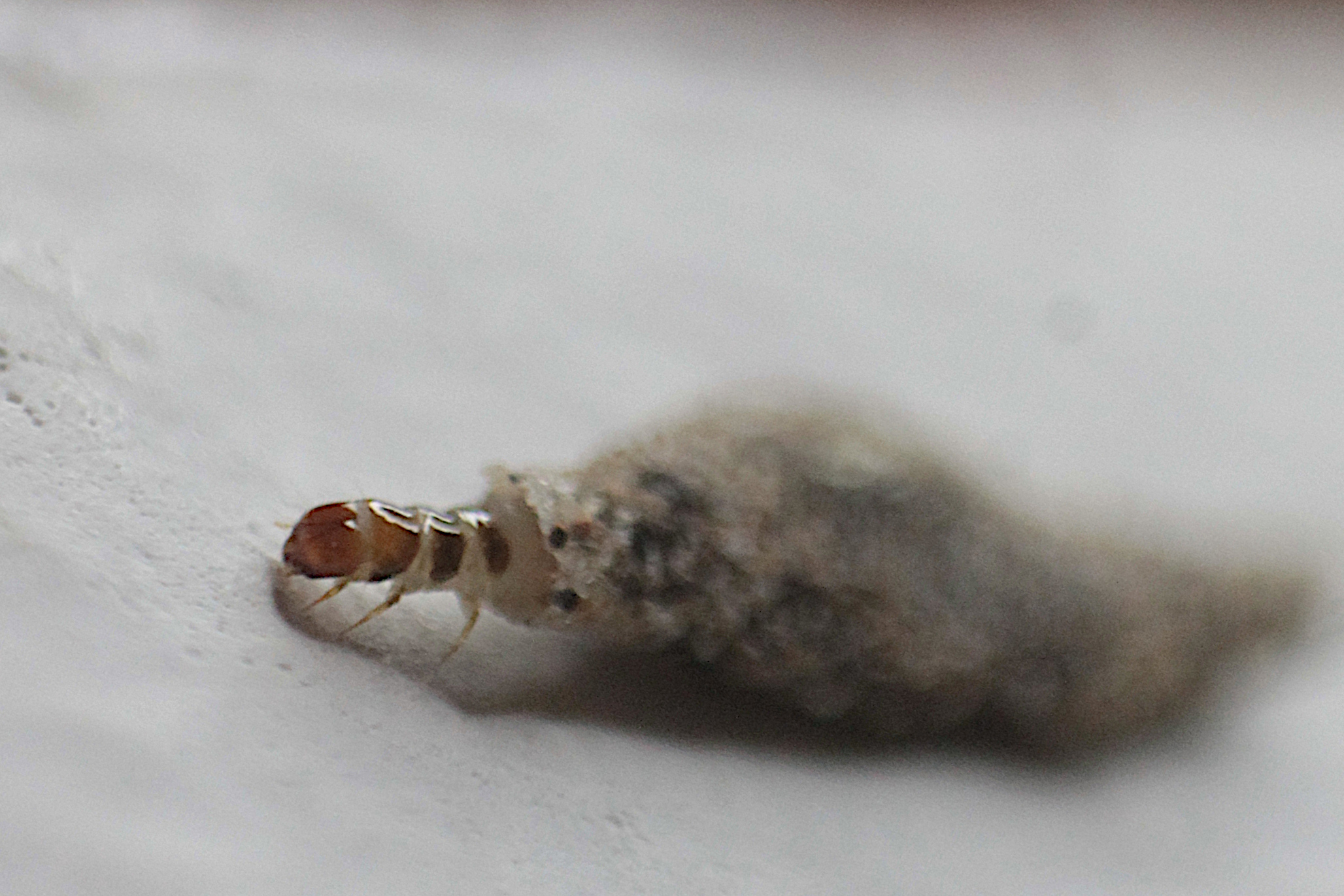
Traça-da-lã em ambiente residencial

A traça-da-lã (Tinea pellionella) é uma mariposa da família dos tineídeos, cosmopolita. A larva desta espécie forma um casulo tubular de seda aberto em ambas as extremidades, o casulo muitas vezes possui um formato eliptico e achatado; os adultos são pardos com três manchas escuras em cada asa anterior. Também é conhecida pelos nomes de traça-das-paredes e traça-das-peleterias.